# Aechmea blumenavii
Espèce
Classification phylogénétique
Synonymes
- Aechmea blumenavii var. alba Reitz ;
- Ortgiesia blumenavii  (Reitz) L.B.Sm. & W.J.Kress ;
- Ortgiesia blumenavii var. alba (Reitz) L.B.Sm. & W.J.Kress

Aechmea blumenavii est une espèce de plantes de la famille des Bromeliaceae, endémique de la forêt atlantique (mata atlântica en portugais) au Brésil.

## Synonymes
- Aechmea blumenavii var. alba Reitz[2] ;
- Ortgiesia blumenavii (Reitz) L.B.Sm. & W.J.Kress[2] ;
- Ortgiesia blumenavii var. alba (Reitz) L.B.Sm. & W.J.Kress[2].